# José Gonçalves da Cruz Viva
José Gonçalves da Cruz Viva, que usou o pseudónimo Abdiel, “O Algarvio”, foi um padre e escritor português.
Assinou vários artigos no jornal Campeão das Províncias que foram depois reunidos em livro com o título de Folhetins, variedades e devaneios publicado em Lisboa em 1876-1877.